# Esmerilhão

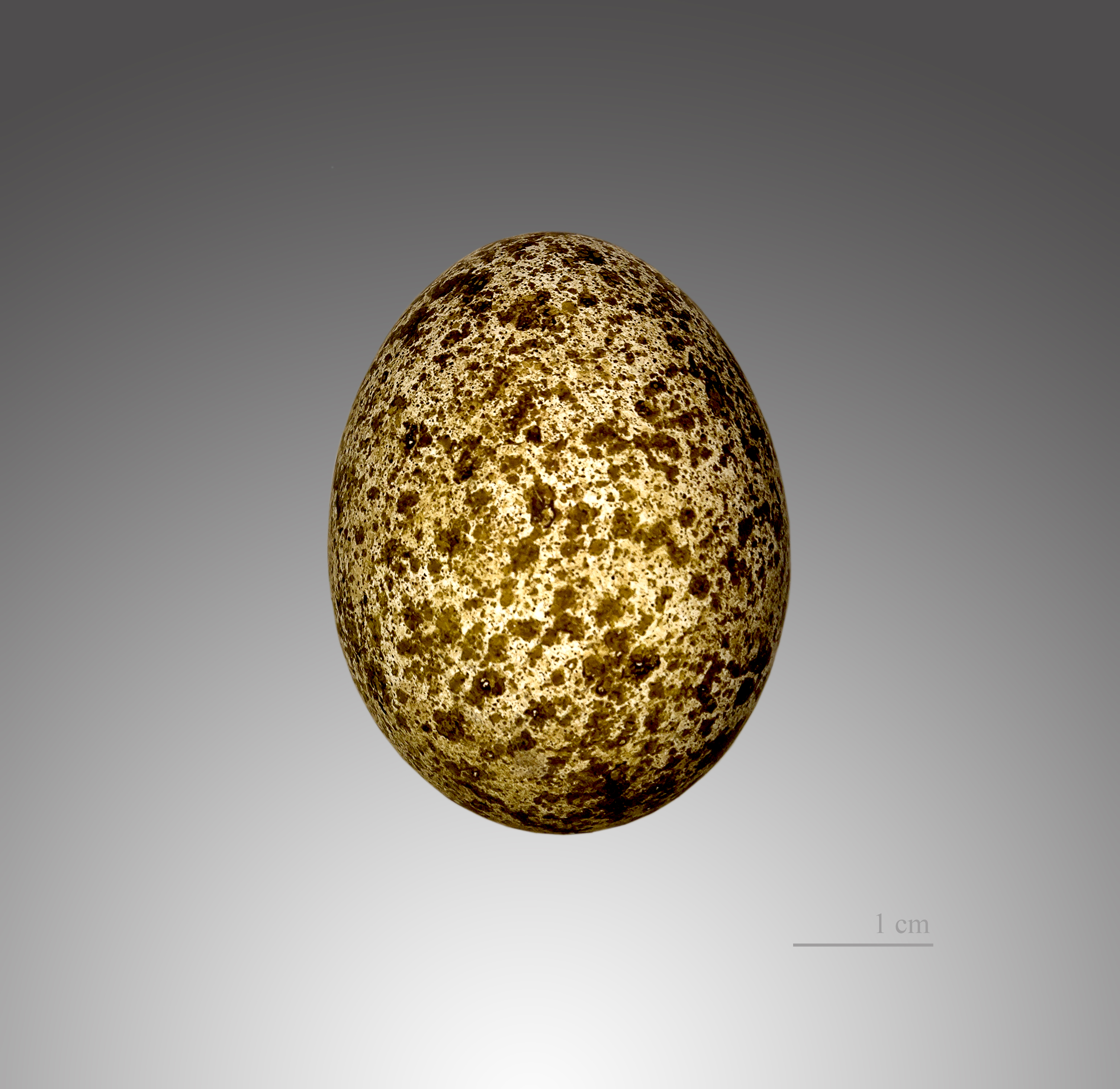
Falco columbarius

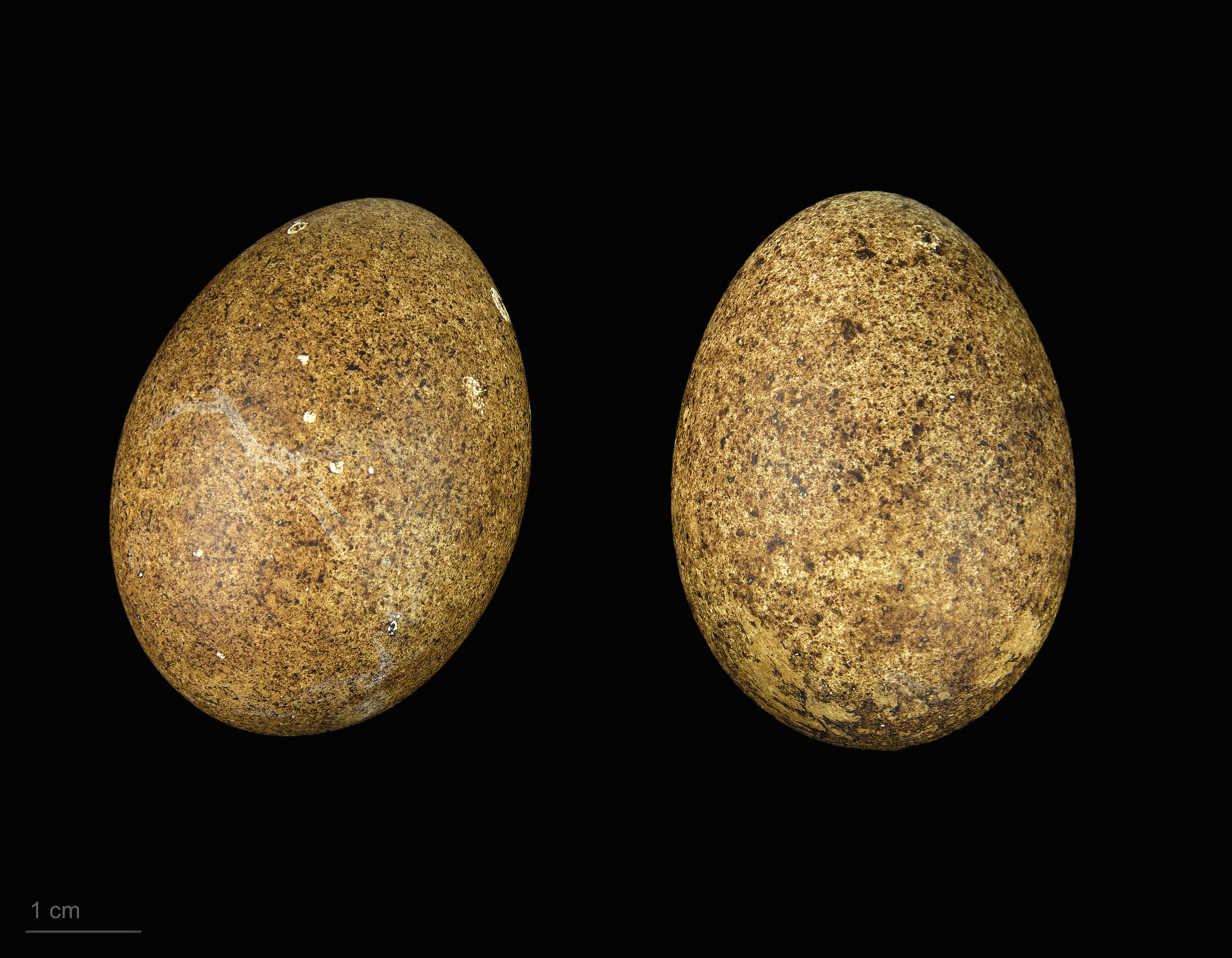
Falco columbarius subaesalon - MHNT

O esmerilhão (Falco columbarius) é uma ave falconiforme da família dos falconídeos.

## Características
É o menor falconídeo da região paleártica ocidental. Chega a medir até 33 cm de comprimento. Apresenta um claro dimorfismo sexual. Possui a silhueta de um falcão de pequenas dimensões. Enquanto a fêmea e os juvenis são bastante semelhantes, com o peito barrado sobre fundo branco, e dorso acastanhado escuro, o macho apresenta barras pequenas no peito, em fundo alaranjado e dorso cinzento-azulado.

## Alimentação

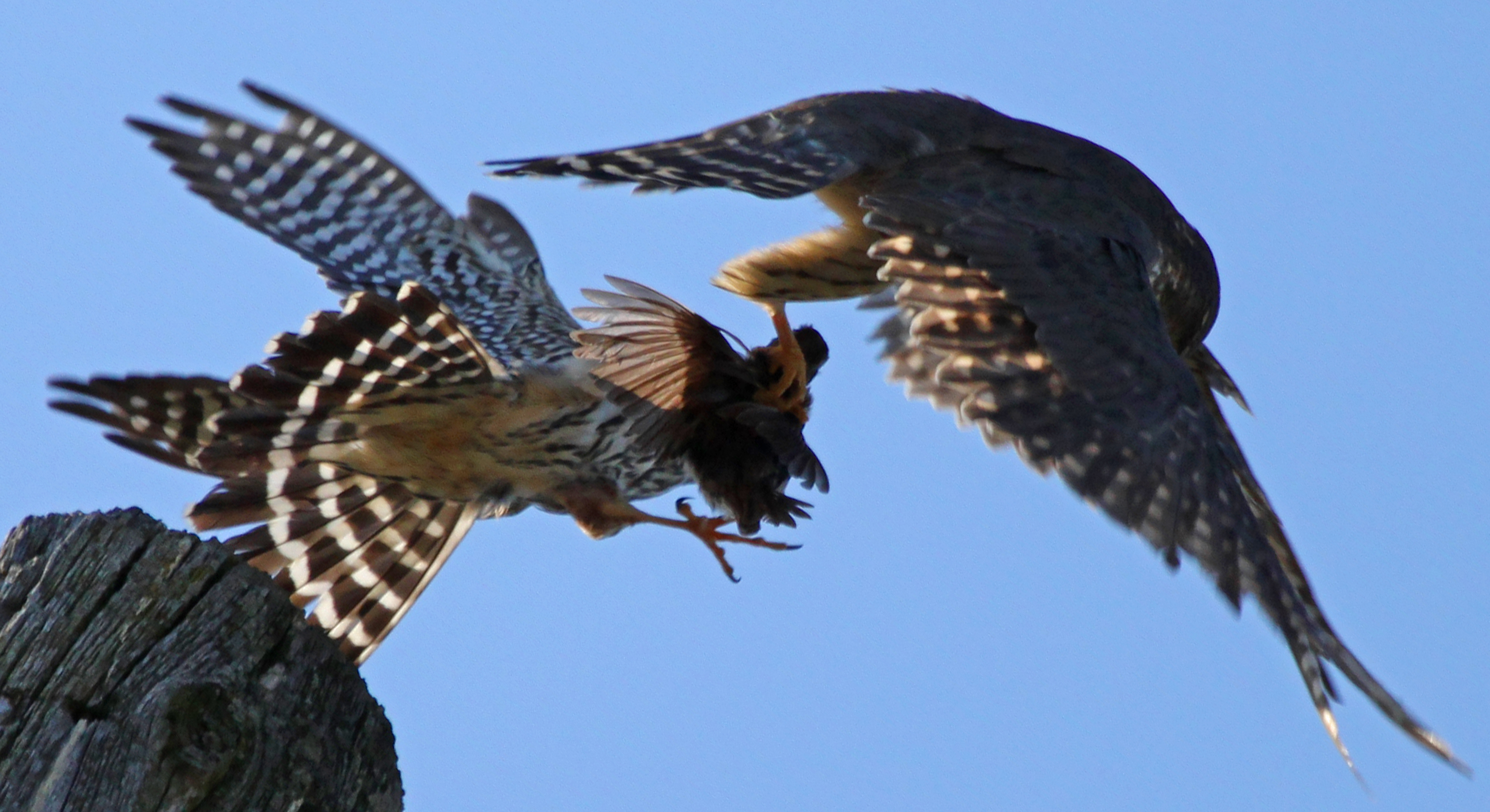
Grupo de esmerilhões.

Alimenta-se essencialmente de pequenas aves complementando ocasionalmente a sua dieta com insetos ou pequenos mamíferos, répteis e anfíbios, em particular enquanto jovem.
É um dos melhores caçadores entre as aves de dimensão comparável, com uma percentagem de sucesso dos seus ataques entre os 5% e 10%. O método de caça é geralmente o de assustar possíveis presas escondidas entre a vegetação sobrevoando o território em voos baixos e bastante rápidos, após o que as captura seja em voo picado, seja, no caso das aves, perseguindo-as em voo. 
É relativamente comum ver casais de esmerilhão a darem caça a uma presa em conjunto.
Em particular durante a época de criação, não se inibe de exibir comportamentos oportunistas que podem fornecer uma parte importante da sua dieta. Exemplos são a captura de presas afugentadas por outros predadores ou por actividades humanas, e a captura de jovens aves, por vezes directamente do ninho.

## Distribuição Geográfica
É uma ave migratória. As populações Europeias reproduzem-se na generalidade no Norte da Europa e migram para a bacia do Mediterrâneo no Inverno. As poucas possibilidades de observação em Portugal limitam-se a certas áreas do Alentejo e Vale do Tejo.
As populações americanas migram para o sul dos EUA e norte da América do Sul, nomeadamente norte do Peru e Venezuela, e por vezes Brasil, restrito à costa do estado da Bahia e ao Amazonas.
As populações da Ásia central, da costa do Pacífico e de ilhas atlânticas como a Islândia e Grã-Bretanha, limitam-se a descer das regiões montanhosas para as planícies e zonas costeiras.

## Habitat
Gosta de espaços abertos com poucas árvores como pradarias, estepes, turfeiras ou mesmo simples terrenos baldios, mas adapta-se bem a uma grande variedade de terrenos desde orlas de floresta a zonas rochosas ribeirinhas, desde que existam na proximidade espaços abertos onde possa caçar.

## Estado de Conservação
Apesar do estado da espécie estar classificado como pouco preocupante na Lista Vermelha da IUCN, o número de indivíduos na Europa e América do Norte, onde a evolução da espécie está bem documentada, sofreu uma forte redução em particular entre as décadas de 50 e 80. As principais ameaças foram o desaparecimento de habitats, e a contaminação com pesticidas e seus derivados. O esmerilhão retém os poluentes existentes nas suas presas que foram sendo acumulados ao longo da cadeia alimentar. Alguns destes poluentes têm efeitos negativos sobre o sucesso reprodutivo, por exemplo, ao fragilizar a casca dos ovos que deixam de suportar o peso da fêmea e partem.
Por vezes o resultado deste fenómeno foi dramático. Por exemplo, nas Shetland o número de esmerilhões caiu para metade durante 1981 e 1983 devido à alta concentração de mercúrio nos ovos. Mudanças nas práticas agrícolas na Europa têm vindo no entanto a permitir alguma recuperação dos números .

## Nomenclatura
O esmerilhão foi descrito e ilustrado pelo naturalista inglês Mark Catesby (como "gavião-pombo", pigeon hawk) em seu Natural history of Carolina, Florida and the Bahama Islands , publicado em 1729-1732. Com base nessa descrição, em 1758 Carl Linnaeus incluiu a espécie na décima edição de seu Systema Naturae e introduziu o nome binomial atual Falco columbarius com a localidade-tipo como "América". O nome do gênero é do Latim tardio ; falco deriva de falx, falcis, uma foice, referindo-se às garras do pássaro. O nome da espécie columbarius é latim para "de pombas" a partir de columba, "pomba". Treze anos após a descrição de Linnaeus, Marmaduke Tunstall reconheceu os pássaros eurasianos como um táxon distinto, Falco aesalon,  em seu Ornithologica Britannica . Se duas espécies de merlins forem reconhecidas, os pássaros do Velho Mundo receberão o nome científico F. aesalon.

## Sistemática

### Subespécies
A presença de longa data do esmerilhão em ambos os lados do Atlântico é evidenciada pelo grau de distinção genética entre as populações da Eurásia e da América do Norte. Dependendo da perspectiva, pode-se argumentar que eles podem são espécies distintas, com o fluxo gênico tendo cessado há pelo menos um milhão de anos, mas provavelmente mais.
Em geral, a variação de cor em qualquer grupo segue independentemente a regra de Gloger. Os machos da subespécie suckleyi da floresta tropical temperada do Pacífico são quase uniformemente pretos na parte superior e têm manchas pretas na barriga, enquanto os da subespécie mais leve, pallidus, têm pouca melanina não-diluída, com padrão cinza na parte superior e inferior avermelhado .
Grupo americano

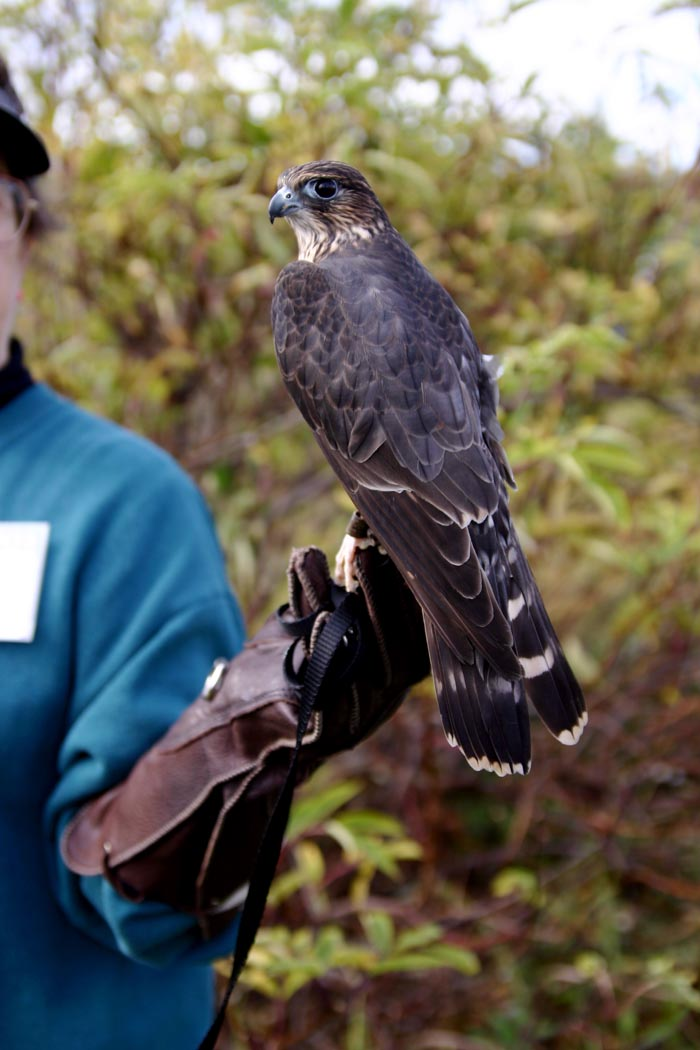
Presumivelmente esmerilhão da floresta costeira (F. c. Suckelyi), Potter Marsh, Anchorage (Alasca, Estados Unidos)

- Falco columbarius columbarius (Linnaeus, 1758) - esmerilhão da taiga, esmerilhão boreal, esmerilhão da tundra

Encontrado no Canadá e norte dos Estados Unidos ao leste das Montanhas Rochosas, exceto Grandes Planícies. Migratório, passam invernos no Sul da América do Norte, América Central, Caribe e Norte da América do Sul, das Guianas ao sopé do norte dos Andes. Raramente invernam no no norte dos EUA.
- Falco columbarius richardsonii (Ridgway, 1871) - esmerilhão das pradarias

Encontrado nas Grandes Planícies de Alberta a Wyoming. Residente (alguma dispersão no inverno).
- Falco columbarius suckleyi (Ridgway, 1873) - esmerilhão negro, esmerilhão da floresta costeira

Encontrado na Costa do Pacífico da América do Norte, do sul do Alasca ao estado de Washington. Residente (alguns movimentos altitudinais).
Grupo euro-asiático

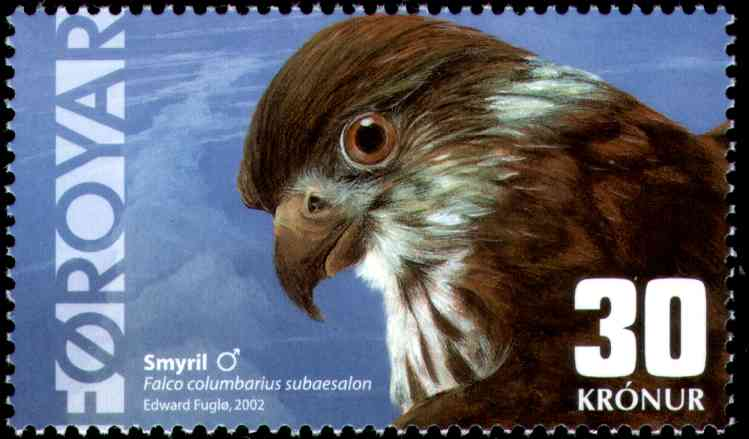
Um smyril macho é apresentado neste selo das Ilhas Faroé por Edward Fuglø

- Falco columbarius / aesalon aesalon (Tunstall, 1771) - Esmerilhão da Eurásia

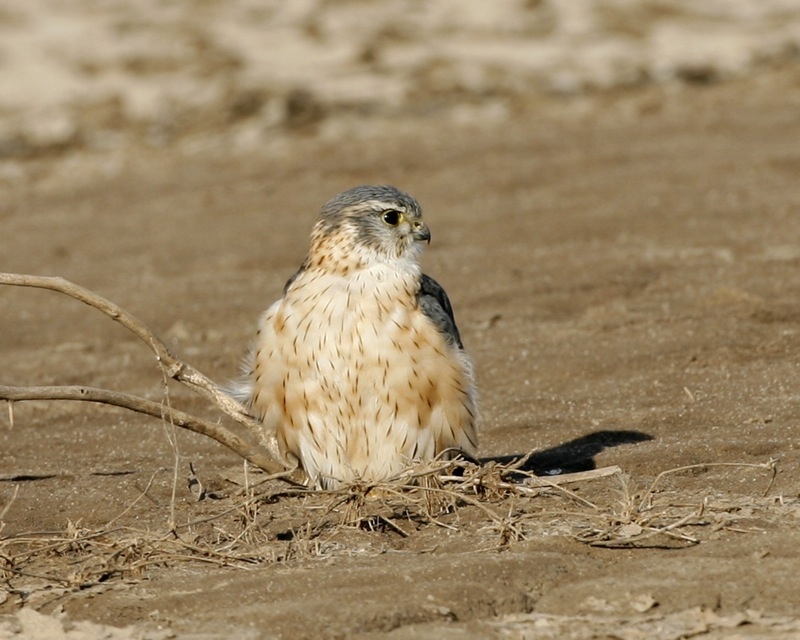
Macho (presumivelmente F. c./a. pallidus) invernando em Pequeno Rann de Kutch (Gujarat, Índia)

Encontrado na Eurásia do norte, das Ilhas Britânicas, pela Escandinávia, até o centro da Sibéria. A população do norte da Grã-Bretanha mostra evidências de fluxo gênico de subaesalon. Residente da população das Ilhas Britânicas, migratório de resto; invernam na Europa e na região do Mediterrâneo até o Irã .
- Falco columbarius / aesalon subaesalon (CL Brehm, 1827) - esmerilhão islandês, smyril (faroese), smyrill (islandês)

Encontrado na Islândia e Ilhas Faroé . A última população tem algum fluxo gênico com aesalon. Residente (alguma dispersão de inverno).
- Falco columbarius / aesalon pallidus (Sushkin, 1900) - esmerilhão pálido, esmerilhão das estepesMacho (presumivelmente F. c./a. pallidus) invernando em Pequeno Rann de Kutch (Gujarat, Índia)

Encontrado nas estepes asiáticas entre o Mar de Aral e as montanhas Altai. Migratório, invernam no Sul da Ásia Central e na parte Norte do Sul da Ásia .
- Falco columbarius / aesalon insignis (Clark, 1907) - Esmerilhão da Sibéria Oriental

Encontrado na Sibéria entre os rios Ienissei e Kolimá. Migratório, inverna no Leste Asiático .
- Falco columbarius / aesalon lymani (Bangs, 1913) - Esmerilhão da Ásia Central

Encontrado nas montanhas do leste do Cazaquistão e países vizinhos. Migrante de curta distância.
- Falco columbarius / aesalon pacificus (Stegmann, 1929) - Esmerilhão do Pacífico

Encontrado desde o Extremo Oriente russo até Sacalina. Migratório, passa invernos no Japão, Coréia e arredores.

## References
1. 1 2 3 4 5  Mens&Vogel tijdschrift voor Studie en Bescherming van de Europese Avifauna, nr 4, 2010, p.6-11
2. ↑  Catesby, Mark (1729–1732). The natural history of Carolina, Florida and the Bahama Islands (em inglês e francês). Volume 1. [S.l.]: W. Innys and R. Manby
3. ↑  «Merlin». Audubon (em inglês). 13 de novembro de 2014. Consultado em 27 de janeiro de 2020
4. ↑  Linnaeus, Carl (1758). Systema Naturæ per regna tria naturae, secundum classes, ordines, genera, species, cum characteribus, differentiis, synonymis, locis (em latim). Volume 1 10th ed. [S.l.]: Laurentii Salvii
5. ↑  Shorter Oxford English dictionary. Oxford: Oxford University Press. 2007. 3804 páginas. ISBN 978-0199206872
6. ↑  Jobling, James A (2010). The Helm Dictionary of Scientific Bird Names. London: Christopher Helm. pp. 114, 266. ISBN 978-1-4081-2501-4
7. 1 2 3 4  White, Clayton M. (1994).  del Hoyo, J.; Elliot, A.; Sargatal, J., eds. Merlin. Handbook of Birds of the World. Volume 2: New World vultures to Guineafowl 267, plate 27. Barcelona: Lynx Edicions. ISBN 84-87334-15-6 Verifique o valor de |url-access=registration (ajuda)
8. 1 2  Wink, Michael; Seibold, I.; Lotfikhah, F.; Bednarek, W. (1998).  Chancellor, R.D.; Meyburg, B.-U.; Ferrero, J.J., eds. Molecular systematics of holarctic raptors (Order Falconiformes) (PDF). Holarctic Birds of Prey. [S.l.]: Adenex & WWGBP. pp. 29–48
9. ↑  Henninger, W.F. (1906). «A preliminary list of the birds of Seneca County, Ohio» (PDF). Wilson Bulletin. 18 (2): 47–60
10. ↑  «Annotated Ohio state checklist» (PDF). Ohio Ornithological Society (OOS). 2004. Consultado em 29 de outubro de 2009. Arquivado do original (PDF) em 18 de julho de 2004